# 올림피아 밸런스
올림피아 밸런스(Olympia Valance, 1993년 1월 7일 ~ )는 오스트레일리아의 모델, 배우이다. 세르비아와 그리스 혈통을 갖고 있다.